# Delonix elata
Delonix elata – gatunek z rodziny bobowatych (Fabaceae) z podrodziny brezylkowych (Caesalpinioideae). Występuje w północno-wschodniej i wschodniej Afryce (od Egiptu po Tanzanię i Zambię) oraz w południowo-zachodniej Azji (Półwysep Arabski). Poza tym jest uprawiany, także poza swoim zasięgiem, np. popularnie w Pakistanie i Indiach.
W rodzimym zasięgu gatunek ten występuje głównie na wysokości do 1400 m n.p.m., ale zauważony był od poziomu morza do 2000 m, a sporadycznie nawet do 4000 m n.p.m.

## Morfologia
PokrójDrzewo o wysokości 2,5–15 m. Korę ma gładką, płowożółtą lub szarą, łuszczącą się.
LiścieOsiągają do 20 cm długości, są dwukrotnie pierzasto złożone, przy czym odcinków II rzędu, osiągających do ok. 6 cm długości, jest 4–8 par. Na odcinkach tych znajduje się od 10 do 20 listków. Ich blaszka jest równowąskopodługowata, u nasady zbiegająca, na wierzchołku stępiona lub krótko, ostro zakończona, osiąga do 15 mm długości i 3 mm szerokości.
KwiatyZebrane w szczytowe grona, przy czym najniższy kwiat ma wyraźnie najdłuższą szypułkę (do 2,5 cm). Kielich jest wąski, skórzasty, jedwabiście owłosiony i osiąga do 3 cm długości. Korona jest początkowo biała, później żółta. Górny płatek jest mniejszy i ciemniejszy od pozostałych płatków (osiąga do 2,5 cm długości). Pręciki osiągają do 10 cm długości, są ciemno zabarwione i owłosione.
OwoceDługie i smukłe strąki, o wymiarach 13–25 × 2–3,7 cm. Zawierają od 4 do 8 nasion.

## Zastosowanie
Drzewa tego gatunku są często uprawiane jako ozdobne. W Indiach gałęzie i liście używane są jako pasza. Drewno wykorzystywane jest do wyrobu mebli. W Pakistanie wierzy się, że dotyk korzenia usuwa ból po ukąszeniu skorpiona.